# Phoradendron harleyi
Phoradendron harleyi är en sandelträdsväxtart som beskrevs av Kuijt. Phoradendron harleyi ingår i släktet Phoradendron och familjen sandelträdsväxter. Inga underarter finns listade i Catalogue of Life.